# Cameron Harper
Cameron Harper (sinh ngày 10 tháng 11 năm 2001) là một cầu thủ bóng đá người Scotland hiện tại thi đấu cho Inverness Caledonian Thistle in the Scottish Championship.
Harper gây ấn tượng với huấn luyện viên Inverness John Robertson trong trận giao hữu với Nairn County vào tháng 8 năm 2017. Anh có màn ra mắt cho Inverness vào ngày 13 tháng 3 năm 2018 trước Dunfermline Athletic khi thay cho Riccardo Calder, nhưng lại bị chấn thương ở phút thứ 7.